# محمد سعيد الحبوبي
السيّد محمد سعيد بن محمود بن قاسم العطيفي الحبوبي (16 أبريل 1850 - 14 يونيو 1915) (4 جمادى الآخرة 1266 - 2 شعبان 1333) فقيه جعفري وشاعر عربي عثماني عراقي. ولد في النجف ونشأ ودرس بها. درس الأدب على خاله عباس الأعسم، ثم رحل إلى حائل في نجد سنة 1864 مع والده للعمل ثم عاد إلى النجف سنة 1867. واصل دراسته في مدارسها الفقهية، فكوّن تكوينًا اجتهاديًا مستقلًا. زامل جمال الدين الأفغاني أربع سنوات أثناء الدّراسة. ثم تولى التدريس فصار إمامًا في الصحن الحيدري بالعتبة العلوية. كانت له مجالس أدبية ومحاضرات. اشتهر بمواقفه ضد الاحتلال البريطاني في العراق، وقاد جيشًا من أبناء الفرات الأوسط للمقاومة ضد حملة بلاد الرافدين سنة 1914. توفي في الناصرية عام 1915 متأثراً بجروحه في معركة شعيبة ودفن في العتبة العلوية. له ديوان شعر طبع مرّات.

## الموشحات من شعره
للحبوبي موشحات كثيرة في أغراض مختلفة منها الغزل والنسيب والمدح وغيرها، إذ تتميز بطابعها الفني وصورها البيانية والتجسيد للحقيقة واختيار الالفاظ القريبة والجميلة، منها ما ورد في موشحته (هاج برق السعد) التي كتبها لتهنئة أستاذه موسى شرارة لمناسبة زواجه، وصاغها هنا على طريقة موشحة ابن سهل الأندلسي، (هل درى ظبي الحمى ان قد همى)، يقول فيها :
هاجَ بَرقُ السَعدِ قَمَرِيُّ    الهَنا فَتَغَنّى هَزجاً في هَزجِ
وَسَرَت بِاليَمنِ مِن رَوضِ    المُنى نِسمَةً هَبَّت بِطيبِ الأَرجِ
وَحَمامُ البِشرِ غَنّى وَتَلا    سَيرُ اللَهوِ بِنادي الطَرَبِ
قَد رَقى مِنبَرُ بانٍ وَاِعتَلى   في مُروجٍ ( كَمُروجِ الذَهَبِ)
فَهوَ لا يَنفَكُّ يُملي لِلمَلا    أَعنَقَت بِالحُزنِ عُنُقاً مَغرِبِ
بِغِنًا نَاهِيكَ فِيهَا عَنْ غِنى خَمْرَة   اللَهْوِ بِهَا لَمْ تُمْزَجِ
ديوان الحبوبي (دار الشؤون الثقافية العامة) ص157. 

## سيرته
هو محمد سعيد بن محمود بن كاظم بن هاشم بن حمزة بن مصطفى بن جمال الدين بن رضاء الدين بن سيف الدين بن رميثة بن رضاء الدين بن محمد علي بن عطيفة بن رضاء الدين بن علاء الدين بن مرتضى بن محمد بن حميضة بن محمد ابو نمي بن أبو سعد الحسن بن علي الاكبر بن قتادة بن إدريس بن مطاعن بن عبد الكريم بن عيسى بن الحسين بن سليمان بن علي بن عبدالله بن محمد بن عبدالله الأكبر بن محمد الثائر بن موسى الثاني بن عبد الله الصالح بن موسى الجون بن عبد الله المحض بن الحسن المثنّى بن الحسن السبط بن علي بن أبي طالب . 

ولد يوم 4 جمادى الآخرة 1266/ 16 أبريل (نيسان) 1850 في النجف ونشأ بها. حفظ القرآن وهو في سنّ صغره، ثمّ درس الأدب ومقدّمات العربية. فأخذ علومه عن بعض، منهم: محمد حسين الكاظمي، ومحمد طه نجف، والفاضل الشرابياني، ورضا الهمداني النجفي، وحسين قلي الهمداني، وموسى شرارة، و مهدي الحكيم، ومحمد كاظم الخراساني. وأخذ الأدب عن جماعة، منهم خاله عباس الأعسم. 

ارتحل إلى حائل في نجد تاجرًا، ثم عاد إلى العراق. واصل دراسته في النجف. ثم تفرّع لتدريس الفقه وأصوله ومن تلامذته محسن الطباطبائي الحكيم. برز بوصفه فقيهًا وفيلسوفًا وأدبيًا شاعرًا الذي كوّن تكوينًا اجتهاديًا مستقلًا.

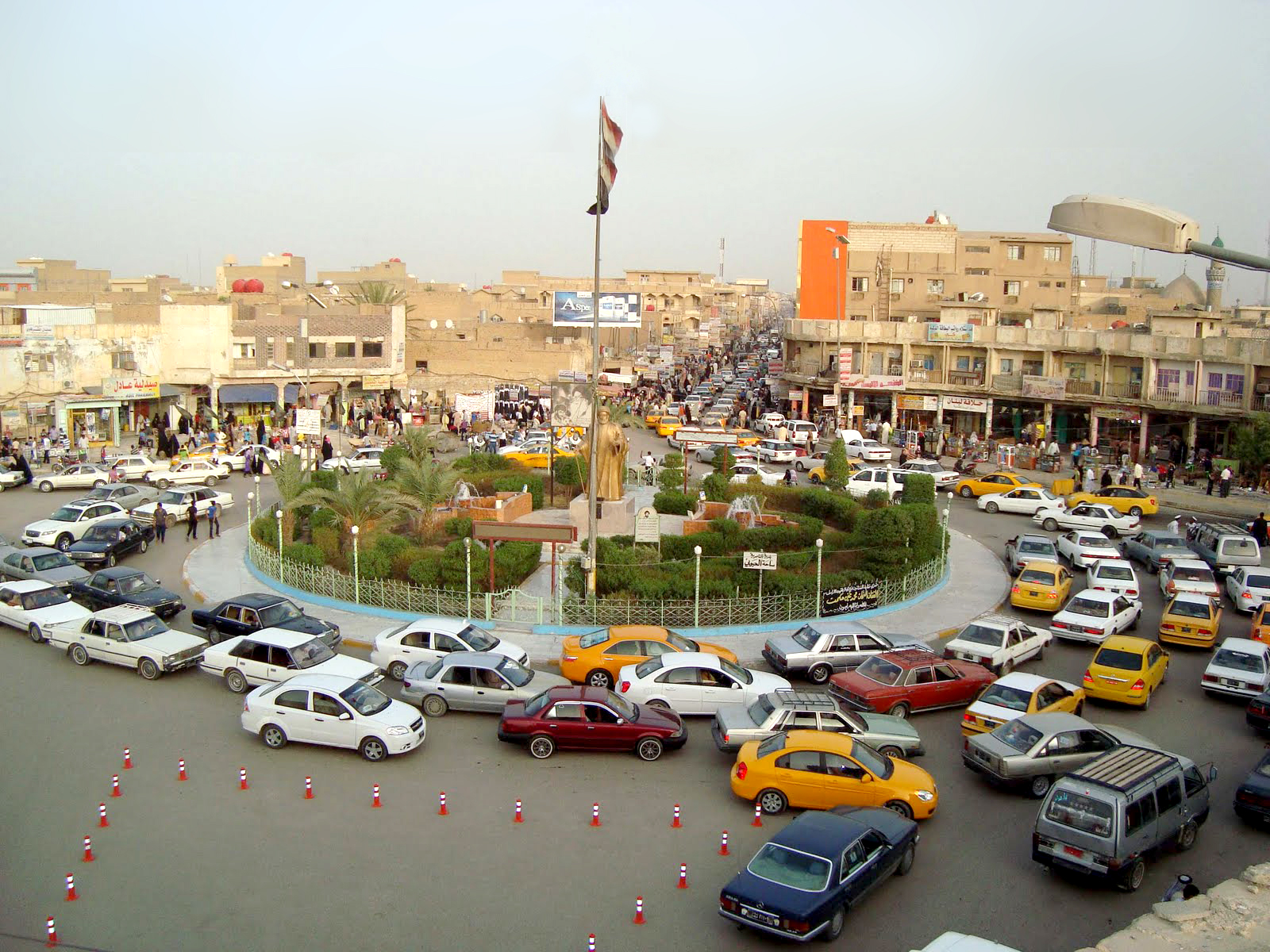
تمثال الحبوبي في الناصرية.

عرف بمعارضته للتدخل البريطاني في العراق، وكان من زعماء لحركة المقاومة الشعبية ضد حملة بلاد الرافدين. أنضم إليه الرؤساء والزعماء والجماهير عام 1914 إبان معركة البصرة. أنفق من ماله الخاص على المعارضين. اشترك في القتال مع الجيش العثماني، لم يتمكن من العودة إلى بلده بعد فشل المقاومة فحلّ في مدينة الناصرية.

توفي الحبوبي في الناصرية يوم 2 شعبان 1333/ 14 يونيو (حزيران) 1915 عن عمر بلغ السابعة والستين عاماً وحمل جثمانه إلى النجف ودفن في أحد أواوين الصحن الحيدري للعتبة العلوية، وهو الإيوان الواقع في الجهة الجنوبية المقابل لميزاب الذهب، ويعرف الآن باسمه «أيوان الحبوبي» أو «مقبرة الحبوبي».

## شعره
كان أحد الشعراء الكبار، وفي مقدمة حركة تجديد الشعر العربي، على أنه انصرف عن الشعر بعد عهد الشباب إلى دراساته الفقهية انصرافًا تامًا. طبع ديوانه غير مرة، ورد ذكر شعره كثيرًا في الدراسات الأدبية، وخصوصًا فيما اشتهر عنه من الموشحات. جاء في معجم البابطين عنه «يعد نتاجه الشعري صدى لدوره التجديدي في الشعر العراقي في النصف الثاني من القرن التاسع عشر. غلب على نتاجه الموشحات التي لفتت إليه أنظار النقاد والدارسين. فليس من شك أن هذه الموشحات جميعًا من أفضل ما أنتجت قرائح الوشاحين القدماء، على أن قدرته في نظم القصيدة ليست دون قدرته على نظم الموشحات.»

## وصلات خارجية
- في بوابة الشعراء
- ديوانه في «archive.org»